# لي جونغ-وون
لي جونغ-وون (هانغل: 이종원) هو لاعب كرة قدم كوري جنوبي في مركز الوسط، ولد في 14 مارس 1989 في كوريا الجنوبية. شارك مع منتخب كوريا الجنوبية تحت 23 سنة لكرة القدم. أما مع النوادي، فقد لعب مع نادي بوسان أي بارك ونادي سونغنام.

## وصلات خارجية
- لي جونغ-وون على موقع دوري كوريا الجنوبية (الإنجليزية)
- لي جونغ-وون على موقع قاعدة بيانات كرة القدم.إي يو (الإنجليزية)
- لي جونغ-وون على موقع Soccerway.com (الإنجليزية)